# Johan Lange
Johan Peter Jens Lange (22. června 1886, Qeqertarsuaq – ?) byl grónský obchodní správce a zemský rada působící v první severogrónské zemské radě.

## Životopis
Johan Lange byl synem obchodního správce Christiana Jørgena Grønberga Langeho (1864–1920) a jeho manželky Mette Marie Andrey Beate Brobergové (1864–1934). Pocházel z rodiny, v níž mnozí pracovali v obchodě, proto Johan také na mnoha místech působil jako obchodní správce. Narodil se v Qeqertarsuaqu, později žil v Aasiaatu, poté v Saqqaqu a nakonec v Uummannaqu. Během svého působení v Saqqaqu byl v letech 1911 až 1916 členem Severogrónské zemské rady, na posledním zasedání ho však zastupoval Adam Hendriksen.